# Daisetta, Texas
Daisetta là một thành phố thuộc quận Liberty, tiểu bang Texas, Hoa Kỳ. Năm 2010, dân số của xã này là 966 người.

## Dân số
- Dân số năm 2000: 1034 người.
- Dân số năm 2010: 966 người.